# Wiltshire Record Society
La Wiltishire Record Society è una società editoriale fondata da Ralph Pugh nel 1937 nella contea del Wiltshire che si occupa principalmente di storia locale. Fu Pugh a creare in quella data una filiale distaccata dalla Wiltshire Archaeological and Natural History Society, chiamandola nel 1939 Records Branch. Solo nel 1967 la società acquisì il nome attuale.

## Editori
- 1962–1972: Dr Christopher Elrington
- 1972–1976: Dr Douglas A. Crowley
- 1976–1978: D. C. Cox
- 1979–1981: Miss Janet H. Stevenson
- 1981–1982: vacant
- 1982–1988: Dr J. L. Kirby
- 1988–1995: Dr Jane Freeman
- 1995–2007: Dr John Chandler
- 2007– : Dr Virginia Bainbridge

## Pubblicazioni
Dal 1939, la Records Branch e successivamente la Wiltshire Record Society hanno approssimativamente pubblicato un volume all'anno.
- Vol. 1: Abstracts of feet of fines relating to Wiltshire for the reigns of Edward I and Edward II, ed. Ralph Pugh, 1939
- Vol. 2: Accounts of the parliamentary garrisons of Great Chalfield and Malmesbury, 1645–1646, H. P. Pafford, 1940
- Vol. 3: Calendar of Antrobus deeds before 1625, ed. R. B. Pugh, 1947
- Vol. 4: Wiltshire county records : minutes of proceedings in sessions, 1563 and 1574 to 1592, ed. H. C. Johnson, 1949
- Vol. 5: List of Wiltshire borough records earlier in date than 1836, ed. M. G. Rathbone, 1951
- Vol. 6: The Trowbridge woollen industry as illustrated by the stock books of John and Thomas Clark 1804–1824, ed. R. P. Beckinsale
- Vol. 7: Guild stewards book of the borough of Calne, 1561–1688, ed. A. W. Mabbs, 1953
- Vol. 8: Andrews and Dury's map of Wiltshire, 1773: a reduced facsimile, ed. Elizabeth Crittall, 1952
- Vol. 9: Surveys of the manors of Philip, earl of Pembroke and Montgomery, 1631-2, ed. E. Kerridge, 1953
- Vol. 10: Two sixteenth century taxation lists, 1545 and 1576, ed. G. D. Ramsay, 1954
- Vol. 11: Wiltshire quarter sessions and assizes, 1736, ed. J. P. M. Fowle, 1955
- Vol. 12: Collectanea, ed. N.J. Williams, 1956
- Vol. 13: Progress notes of Warden Woodward for the Wiltshire estates of New College, Oxford, 1659–1675, ed. R. L. Rickard, 1957
- Vol. 14: Accounts and surveys of the Wiltshire lands of Adam de Stratton, ed. M. W. Farr, 1959
- Vol. 15: Tradesmen in early-Stuart Wiltshire : a miscellany, ed. N. J. Williams, 1960
- Vol. 16: Crown pleas of the Wiltshire eyre, 1249, ed. C. A. F. Meekings, 1961
- Vol. 17: Wiltshire apprentices and their masters, 1710–1760, ed. Christabel Dale, 1961
- Vol. 18: Hemingby's register, ed. Helena M. Chew, 1963
- Vol. 19: Documents illustrating the Wiltshire textile trades in the eighteenth century, ed. Julia de L. Mann, 1964
- Vol. 20: The diary of Thomas Naish, ed. Doreen Slatter, 1965
- Vol. 21: The rolls of the Highworth hundred 1275–1287, part 1, ed. Brenda Farr, 1966,
- Vol. 22: The rolls of the Highworth hundred 1275–1287, part 2, ed. Brenda Farr, 1968
- Vol. 23: The earl of Hertford's lieutenancy papers, 1603–1612, ed. W. P. D. Murphy, 1969
- Vol. 24: Court rolls of the Wiltshire manors of Adam de Stratton, ed. R. B. Pugh, 1970.
- Vol. 25: Abstracts of Wiltshire inclosure awards and agreements, ed. R. E. Sandell, 1971
- Vol. 26: Civil pleas of the Wiltshire eyre, 1249, ed. M. T. Clanchy, 1971
- Vol. 27: Wiltshire returns to the bishop's visitation queries, 1783, ed. Mary Ransome, 1972
- Vol. 28: Wiltshire extents for debts, Edward I – Elizabeth I, ed. Angela Conyers, 1973
- Vol. 29: Abstracts of feet of fines relating to Wiltshire for the reign of Edward III, ed. C. R. Elrington, 1974
- Vol. 30: Abstracts of Wiltshire tythe apportionments, ed. R. E. Sandell, 1975
- Vol. 31: Poverty in early-Stuart Salisbury, ed. Paul Slack, 1975
- Vol. 32: The subscription book of Bishops Tounson and Davenant, 1620–40, ed. B. Williams, 1977
- Vol. 33: Wiltshire gaol delivery and trailbaston trials, 1275–1306, ed. R. B. Pugh, 1978
- Vol. 34: Lacock Abbey charters, ed. K. H. Rogers, 1979
- Vol. 35: The cartulary of Bradenstoke Priory, ed. Vera C. M. London, 1979
- Vol. 36: Wiltshire coroners' bills, 1752–1796, ed. R. F. Hunnisett, 1981
- Vol. 37: Two justicing notebooks of William Hunt, 1744–1749, ed. Elizabeth Crittall, 1982
- Vol. 38: Two Elizabethan women : correspondence of Joan and Maria Thynne, 1575–1611, ed. Alison D. Wall, 1983
- Vol. 39: The register of John Chandler, dean of Salisbury, 1404–17, ed. T. C. B. Timmins, 1984
- Vol. 40: Wiltshire dissenters meeting house certificates and registrations, 1689–1852, ed. J. H. Chandler, 1985
- Vol. 41: Abstracts of feet of fines relating to Wiltshire, 1377–1509, ed. J. L. Kirby, 1986
- Vol. 42: The Edington cartulary, ed. Janet H. Stevenson, 1987
- Vol. 43: The commonplace book of Sir Edward Bayntun of Bromham, ed. Jane Freeman, 1988
- Vol. 44: The diaries of Jeffery Whitaker, schoolmaster of Bratton, 1739–1741, ed. Marjorie Reeves and Jean Morrison, 1989
- Vol. 45: The Wiltshire tax list of 1332, ed. D. A. Crowley, 1989
- Vol. 46: Calendar of Bradford-on-Avon settlement examinations and removal orders, 1725–98, ed. Phyllis Hembry, 1990
- Vol. 47: Early trade directories of Wiltshire, ed. K. H. Rogers and indexed by J. H. Chandler, 1992
- Vol. 48: Star chamber suits of John and Thomas Warneford, ed. F. E. Warneford, 1993
- Vol. 49: The Hungerford cartulary : a calendar of the earl of Radnor's cartulary of the Hungerford family, ed. J. L. Kirby, 1994
- Vol. 50: The Letters of John Peniston, Salisbury architect, Catholic, and Yeomanry Officer, 1823–1830, ed. M. Cowan, 1996
- Vol. 51: The Apprentice Registers of the Wiltshire Society, 1817–1922, ed. H. R. Henly, 1997
- Vol. 52: Printed Maps of Wiltshire 1787–1844 : a selection of topographical, road and canal maps, in facsimile, ed. John Chandler, 1998
- Vol. 53: Monumental Inscriptions of Wiltshire, ed. Peter Sherlock, 2000
- Vol. 54: The First General Entry Book of the City of Salisbury, 1387–1452, ed. David R. Carr, 2001
- Vol. 55: Devizes income tax assessments, 1842–1860, ed. Robert Colley, 2002
- Vol. 56: Wiltshire Glebe Terriers, 1588–1827, ed. Steven Hobbs, 2003
- Vol. 57: Wiltshire Farming in the Seventeenth Century, ed. Joseph Bettey, 2005
- Vol. 58: Early Motor Vehicle Registration in Wiltshire 1903–1914, ed. Ian Hicks, 2006
- Vol. 59: Marlborough Probate Inventories 1591–1775, ed. Lorelei Williams and Sally Thomson, 2007
- Vol. 60: The Hungerford Cartulary, a calendar of the Hobhouse cartulary of the Hungerford family, ed. J. L. Kirby, 2007
- Vol. 61: The Court Records of Brinkworth and Charlton, 1544–1648, ed. Douglas Crowley, 2009
- Vol. 62: The Diary of William Henry Tucker, 1825–1850, ed. Helen Rogers, 2009
- Vol. 63: Gleanings from Wiltshire Parish Registers, ed. Steven Hobbs, 2010
- Vol. 64: William Small's Cherished Memories and Associations, ed. Jane Howells and Ruth Newman, 2011
- Vol. 65: Crown Pleas of the Wiltshire Eyre, 1268, ed. Brenda Farr and Christopher Elrington, 2012
- Vol. 65: The Minute Books of Froxfield Almshouse 1714–1866, ed. Douglas Crowley, 2013